# Classe Don
Le unità appartenenti alla classe Don (progetto 310 Batur secondo la classificazione russa) erano navi appoggio per sottomarini utilizzate dalla marina sovietica a partire dal 1958. La classificazione utilizzata era PB.

## Tecnica
Le Don furono le prime navi sovietiche di questo tipo a poter essere paragonate, come dotazioni, alle rispettive controparti occidentali. Tra le varie unità vi erano differenze notevoli.
- Piazzola per elicottero: prevista solo sulle ultime due unità (Magdanskiy Komsomolets e Viktor Kotel Nikov).
- Armamento: l'introduzione della piazzola per elicottero aveva imposto la diminuzione dell'armamento imbarcato. In dettaglio, la Magdanskiy Komsomolets era priva dei cannoni da 100 mm, mentre la Viktor Kotel Nikov ne aveva solo due. Inoltre, la Fyodor Vidyaev aveva quattro ulteriori impianti antiaerei binati da 25 mm cal. 60.
- Impiantistica: le prime due unità (Dmitriy Galkin e Fyodor Vidyaev) erano sprovviste del radar Hawk Screech. Inoltre, la Magdanskiy Komsomolets non aveva il radar Sun Visor-B, mentre la Viktor Kotel Nikov aveva due antenne per comunicazioni Big Ball invece del sistema Vee Cone.

## Il servizio
Le Don furono costruite presso il cantiere navale di Nikolayev, ed entrarono in servizio tra il 1958 ed il 1961. Complessivamente, ne furono costruite sette. Sei entrarono in servizio con la VMF sovietica.
- Dmitriy Galkin
- Fyodor Vidyaev
- Kamchatskiy Komsomolets
- Magomed Gadzhiev
- Magdanskiy Komsomolets
- Viktor Kotel Nikov

Un'ulteriore nave fu invece trasferita all'Indonesia nel 1962.